# Trompy
Trompy fue una serie de historietas desarrollada por Nin a partir de 1955 para la revista "Pumby" de la Editorial Valenciana. De género animalístico, presentan las aventuras del elefante homónimo y su pandilla.

## Creación y trayectoria editorial
La serie fue encargada a Nin, quien pudo escoger el nombre de Trompy en lugar de Trompín y de Trompetilla, propuestos inicialmente.

## Valoración
En opinión del investigador Pedro Porcel Torrens, Trompy constituye la mejor obra de Nin, gracias a su depurado grafismo y su colorido.